# П’ять хорів на слова М. Рильського (Лятошинський)
П'ять хорів на слова М. Рильського op.64 — цикл для мішаного хору Бориса Лятошинського, написаний в 1964 році. Прем'єра відбулася 29 листопада 1964 року в Київській консерваторії у виконанні хорового колективу Київського педагогічного інституту під орудою Віктора Іконника.
Включає 5 творів:
- Осінь
- Дощ
- Широке поле.
- Колискова.
- Дощ одшумів.